# Jochen Seitz
Jochen Seitz (* 11. Oktober 1976 in Erlenbach am Main) ist ein ehemaliger deutscher Fußballspieler und jetziger -trainer. 

## Sportliche Laufbahn
Seitz begann seine Karriere 1982 beim TSV Heimbuchenthal. Zehn Jahre später wechselte er zu Viktoria Aschaffenburg. Dort blieb er vier Jahre und wagte den Sprung zum Hamburger SV, der aber noch zu herausfordernd ausfiel. Nach nicht einmal anderthalb Jahren verließ er die Hanseaten im November 1997 in Richtung der SpVgg Unterhaching. Mit den Oberbayern stieg er 1999 in die Bundesliga auf und schaffte in der folgenden Saison den Klassenerhalt. 2001 wechselte er zum VfB Stuttgart und drei Jahre später zum FC Schalke 04. Nach einem Jahr in Gelsenkirchen unterschrieb Seitz einen Vertrag beim 1. FC Kaiserslautern. Dort blieb er bis zur Winterpause der Saison 2005/06 und wechselte dann zur TSG 1899 Hoffenheim.
Im Januar 2009 wechselte Seitz ablösefrei zu Alemannia Aachen, nachdem er bei der TSG 1899 Hoffenheim in der Hinrunde nicht mehr zum Einsatz gekommen war. Die Alemannia verpflichtete ihn bis Sommer 2010. Am 28. Juni 2009 wurde der Vertrag in beiderseitigem Einvernehmen aufgelöst und Seitz wechselte zum bulgarischen Erstligisten FC Tschernomorez Burgas. Dort traf er auf die früheren Stuttgarter Fredi Bobic und Krassimir Balakow.
In der Sommerpause 2011 wechselte Seitz zurück nach Deutschland zum bayrischen Regionalligisten FC Bayern Alzenau.

## Trainerlaufbahn
2013 übernahm er beim Bayern Alzenau das Amt des Spielertrainers. Zur Saison 2016/17 wurde er Coach bei Viktoria Aschaffenburg und beendete zeitgleich auch seine aktive Spielerkarriere. Am 5. Mai 2021 erhielt er – nach erfolgreichem Abschluss des Lehrganges – die Fußballlehrerlizenz. Anfang Mai 2023 gab Seitz bekannt, Viktoria Aschaffenburg nach sieben Jahren zum Saisonende zu verlassen, um sich seinem Ziel widmen zu können, als Trainer im Profifußball zu arbeiten.
Ende April wurde Seitz vom 1. FC Lokomotive Leipzig zur Saison 2024/25 als Trainer verpflichtet.